# 純文学論争
純文学論争（じゅんぶんがくろんそう）は、
1. 1960年代に行われた論争。平野謙によって問題提起された[1]。
2. 1990年代後半から2000年代にかけて行われた論争。

## 1960年代の論争
1961年9月の『朝日新聞』に、平野謙が、雑誌『群像』創刊15周年に寄せて小文を掲載し、中間小説の優れたもの（松本清張、水上勉らの社会派推理小説など）が台頭し、純文学という概念は歴史的なものに過ぎない、と述べたことから始まったとされているもので、まず伊藤整がこれに反応し、高見順が激しく平野を批判した。しかし福田恆存によれば、これはその1月に大岡昇平が井上靖の『蒼き狼』を批判した時から始まっていたもので、大岡はついで、松本清張、水上勉らの中間小説を批評家が褒めすぎることに矛先を向けており、当時外遊中だった伊藤が詳しい事情を知らずに平野の文章に衝撃を受けたものとされている。しかしこの当時、純文学といえばまず私小説だと思われており、高見の論も私小説擁護の趣があって、大岡の『花影』が、私小説でありながら肝心なことを書いていないと批判していた。
何をもって純文学とするかについては、論争は間歇的に起き、その後1970年代に江藤淳が辻邦生、加賀乙彦らを批判した「フォニィ論争」や、村上龍を「サブカルチャー」と批判したのも、純文学をめぐる論争だったという位置づけも可能である。

## 1990年代の論争
1990年代後半から2000年代前半にかけて起こった論争は、大塚英志が文芸雑誌の売り上げに関し、いわゆる「純文学」の売り上げの低さをその文化的存在価値の低さとみなした見解と、それへの笙野頼子による批判によって引き起こされたものである。
1998年頃、大塚英志が1980年代に主張した「売れない純文学は商品として劣る｣との主張に対して、笙野頼子は抗議した。そこには、当時の『読売新聞』で文芸時評が評論家ではなく新聞記者によってなされたこと、『文藝春秋』誌上で直木賞作家数名による座談会で〈売れない小説には価値がない〉という趣旨の発言がなされたこともきっかけとなっていた。福田和也はこの笙野の抗議について「ヒステリック」と批判した。また、それを創作という形で表現したのが『てんたまおや知らズどっぺるげんげる』である。『てんたまおや知らズどっぺるげんげる』には、「幼稚」な純文学叩きを繰り返す文壇の「妖怪」たちの様子が、笙野の特徴的な文体で描かれている。また笙野は、批判者の指す純文学とは男性作家の作品を意味し、女性作家の存在を軽視または黙殺していることも問題にした。
2002年には大塚の「文芸誌は売れないから商品としてかなり危うい」という意味の発言に対して、笙野は（笙野頼子「ドン・キホーテの侃侃諤諤」『群像』第57巻第6号、講談社、2002年5月、216-227頁、NAID 40000822392、国立国会図書館書誌ID:6131459。）を発表して大塚の見解を、文学に商品価値のみを認める見解であり、芸術としての文学に害を及ぼすものだと批判した。
これに対して大塚は、『不良債権としての「文学」』（『群像』2002年6月号）で、笙野の「仮想敵」への主張は「素人が文学にあらゆる意味で口を出すな。」「文学の基準として「売り上げ」を持ち出すな。」であるとし、

こう要約すると「文学」の中にはうんうんと頷く人もおられるでしょう。なるほど「文学」は選ばれし者たちのみの秘儀であり、それゆえに経済性とは無縁のところで「文学」は保護され、素人である読者及び文学外部の者はそれを当然と思わなくてはならないのかもしれません。まして『少年マガジン』に『群像』は食わせてもらっているなどと口が裂けても言ってはいけないでしょう。しかしそうやって守られているものを別のとてもわかり易いことばで言うと「既得権」ということになります。

と返した。
大塚は対症療法として「既存の流通システムの外に文学の市場を作る」ことを提案し、これを実践するため文学フリマを主催したが、これに関しても笙野は、第1回だけに大塚がかかわり、その後事務局体制に移行したことを批判している。
大塚・笙野・福田のほかにも数人の評論家・作家が論争に加わっているが、文学の芸術的な側面とその流通における問題がしばしば混同されて論じられた。この論争の発端となった大塚の見解は、漫画雑誌の元編集者としての立場から語られたものであり、「売り上げの多い作品がその社会にとって必要なもの＝価値」であるという市場原理を前提とした思考に依っている。それに対して笙野は純文学の徹底擁護という観点から論戦を展開し、2005年にはそれまでの「論争」の経過をまとめた『徹底抗戦!文士の森』を発表した。